# Casimir Destrem
Pour les articles homonymes, voir Destrem.

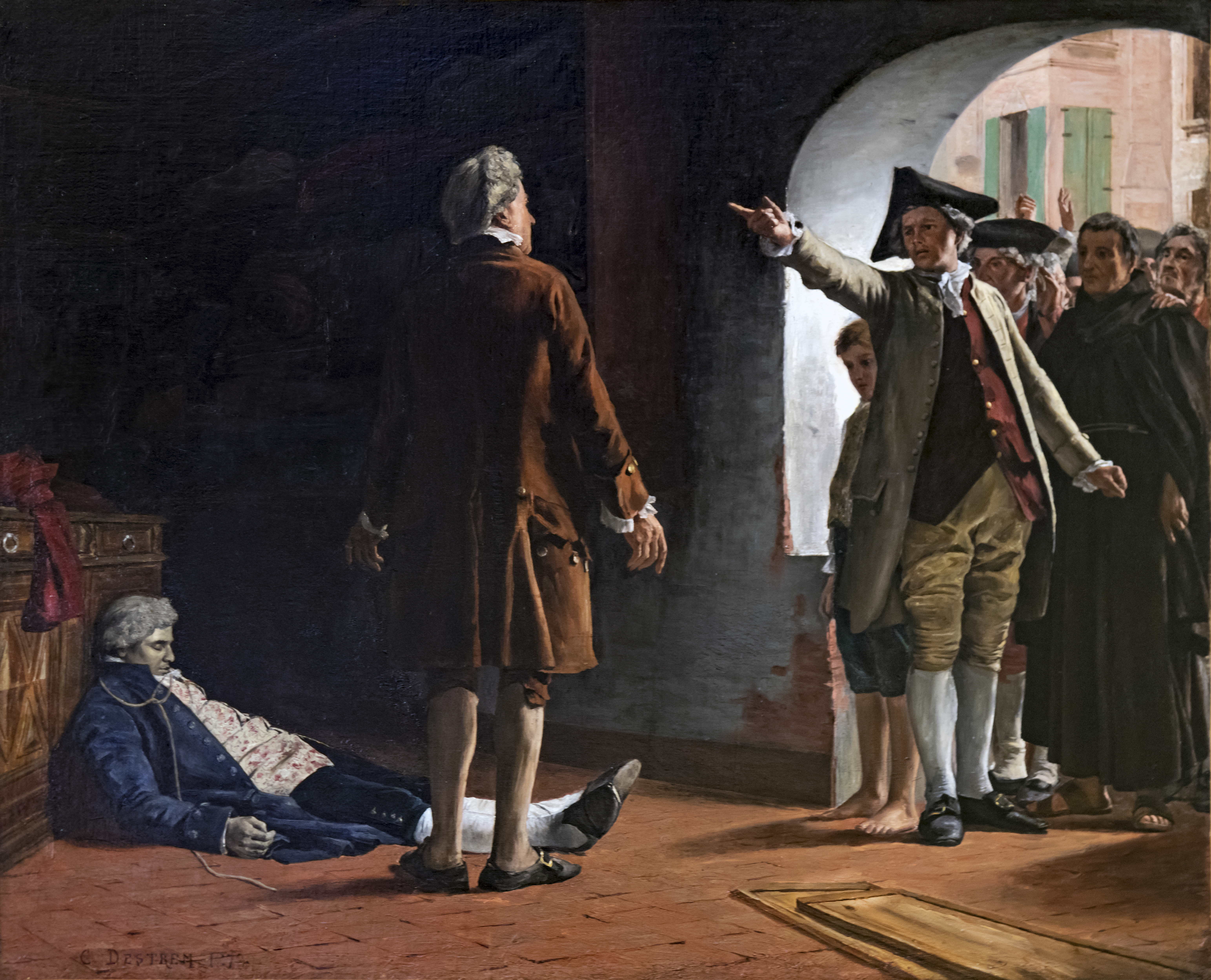
L'arrestation de Calas par Casimir Destrem (1879) (Musée du Vieux Toulouse).

Casimir Clément Victor Albert Destrem, né à Toulouse le 24 mars 1844 et mort le 9 juillet 1918, est un peintre français.

## Biographie
Élève de Léon Bonnat, membre du Salon des artistes français, il y obtient en 1886 une médaille de 2e classe puis remporte une médaille d'argent à l'Exposition universelle de Paris de 1889. Il expose Jésus au lac de Tibériade au Salon de Bruxelles de 1897.
Il est le conservateur du Musée Saint-Raymond, musée d'archéologie de Toulouse de 1898 à 1905.